# Krzysztof Lipiec

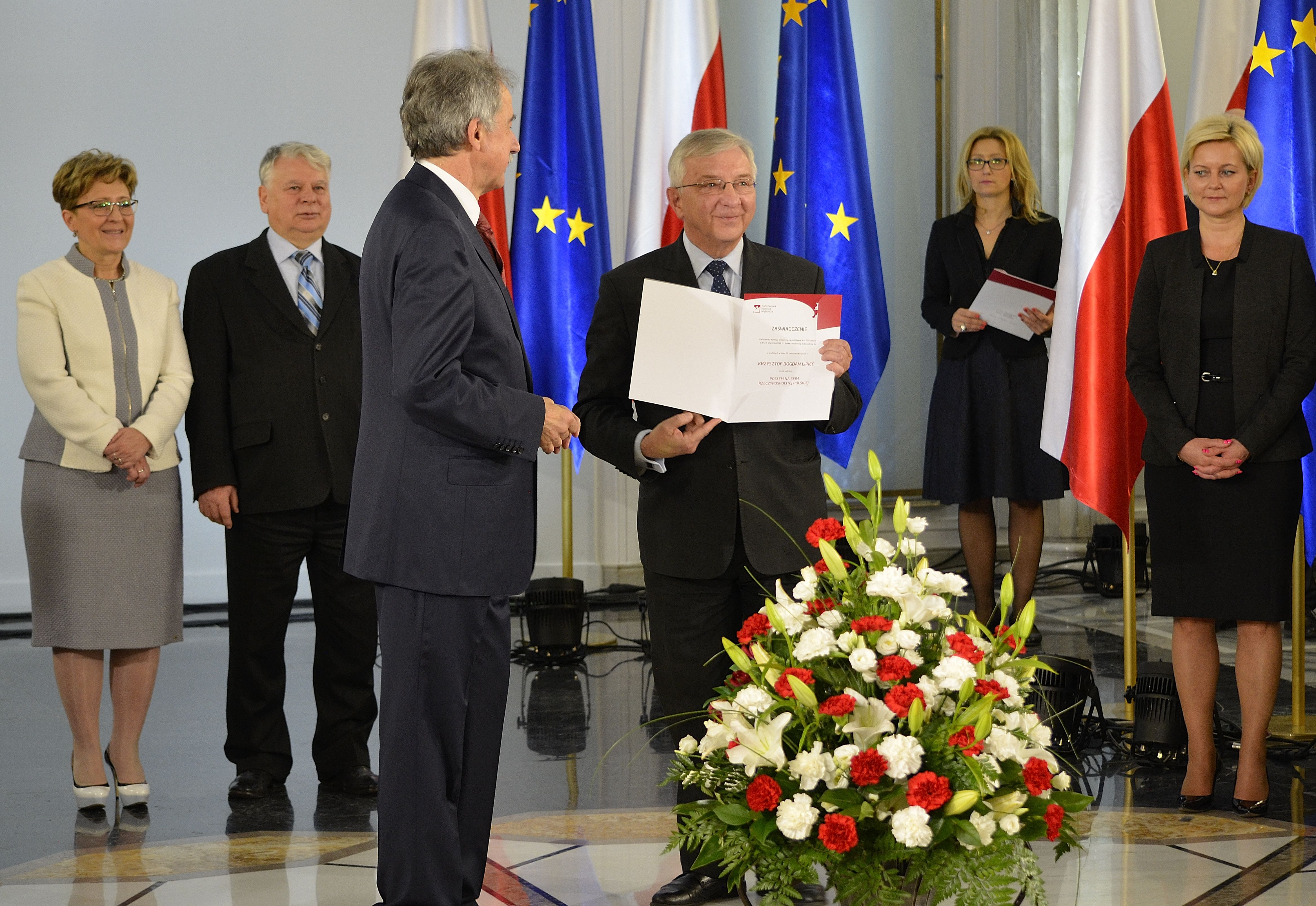
Krzysztof Lipiec odbierający z rąk przewodniczącego Państwowej Komisji Wyborczej Wojciecha Hermelińskiego zaświadczenie o wyborze na posła VIII kadencji Sejmu (2015)

Krzysztof Bogdan Lipiec (ur. 11 października 1959 w Starachowicach) – polski polityk i nauczyciel, senator IV kadencji, poseł na Sejm V, VI, VII, VIII, IX i X kadencji.

## Życiorys
W 1978 ukończył II Liceum Ogólnokształcące im. Stanisława Staszica w Starachowicach. Od 1978 do 1979 należał do Socjalistycznego Związku Studentów Polskich. W 1985 ukończył studia z zakresu fizyki na Wydziale Matematyczno-Przyrodniczym Wyższej Szkoły Pedagogicznej w Kielcach. Pracował jako nauczyciel w kieleckich szkołach. Przez kilkanaście lat był etatowym pracownikiem oświatowej „Solidarności”.
W latach 80. był związany z opozycją demokratyczną. W 1980 został przewodniczącym komitetu założycielskiego Niezależnego Zrzeszenia Studentów w WSP w Kielcach, wchodził w skład prezydium uczelnianych struktur NZS. W okresie stanu wojennego został internowany na okres od 13 grudnia 1981 do 2 lipca 1982.
W latach 1997–2001 był senatorem IV kadencji z ramienia Akcji Wyborczej Solidarność. Został wybrany w województwie kieleckim, otrzymując 96 206 głosów. W 2001 bez powodzenia ubiegał się o reelekcję z ramienia Bloku Senat 2001. Od 1998 do 2002 zasiadał w sejmiku świętokrzyskim, następnie do 2005 w radzie powiatu starachowickiego.
Był członkiem Ruchu Społecznego AWS, następnie przystąpił do Prawa i Sprawiedliwości. W wyborach parlamentarnych w 2005 z listy PiS został wybrany na posła V kadencji w okręgu kieleckim. W wyborach w 2007 po raz drugi uzyskał mandat poselski, otrzymując 4525 głosów. W wyborach do Sejmu w 2011 z powodzeniem ubiegał się o reelekcję, uzyskując 6774 głosy. W tym samym roku decyzją prezesa PiS Jarosława Kaczyńskiego został powołany na pełnomocnika okręgowego tej partii w województwie świętokrzyskim, a w 2012 na okręgowym zjeździe delegatów wybrano go na okręgowego prezesa Prawa i Sprawiedliwości.
W 2015 i 2019 był ponownie wybierany do Sejmu, otrzymując odpowiednio 16 450 głosów oraz 14 544 głosy. W 2021 powołany przez premiera Mateusza Morawieckiego w skład Rady Doradców Politycznych. W wyborach w 2023 utrzymał mandat poselski na kolejną kadencję, otrzymując 14 962 głosy.

## Odznaczenia
- Krzyż Wolności i Solidarności (2021)[9]
- Medal Komisji Edukacji Narodowej (2006)[2]
- Odznaka Honorowa Województwa Świętokrzyskiego (2019)[10]

## Życie prywatne
Syn Bolesława i Adeli. Żonaty z Renatą, ma syna i córkę.